# Railer
Railer es el noveno álbum de estudio del grupo de punk rock norteamericano Lagwagon, publicado el 4 de octubre de 2019 por Fat Wreck Chords. Es su primer álbum de estudio en cinco años desde el lanzamiento de Hang, que fue estrenado en 2014.

## Antecedentes
El álbum fue anunciado el 29 de julio de 2019 y se lanzó una nueva canción del álbum llamada «Bubble». Simultáneamente, se anunció una gira con el grupo Face to Face, para apoyar el próximo álbum. Una segunda canción, llamada «Surviving California», fue lanzada el 4 de septiembre. Se lanzó un vídeo musical de esta canción en noviembre de 2019. El álbum completo estuvo disponible para su transmisión y descarga el 2 de octubre, antes de ser lanzado en formato físico dos días después.

## Listado de canciones
| CD / Descarga digital |                                    |          |  |
| N.º                   | Título                             | Duración |  |
| 1.                    | «Stealing Light»                   | 2:35     |  |
| 2.                    | «Surviving California»             | 2:51     |  |
| 3.                    | «Jini»                             | 2:53     |  |
| 4.                    | «Parable»                          | 2:59     |  |
| 5.                    | «Dangerous Animal»                 | 2:21     |  |
| 6.                    | «Bubble»                           | 3:25     |  |
| 7.                    | «The Suffering»                    | 4:34     |  |
| 8.                    | «Dark Matter»                      | 2:37     |  |
| 9.                    | «Fan Fiction»                      | 3:25     |  |
| 10.                   | «Pray for Them»                    | 2:53     |  |
| 11.                   | «Auf Wiedersehen»                  | 2:38     |  |
| 12.                   | «Faithfully» (Jonathan Cain cover) | 2:45     |  |
| 35:50                 |                                    |          |  |

## Recepción de la crítica
Elliot Leaver del sitio web Distorted Sound señaló que "es música para aquellos que se niegan a dejar que su juventud los deje y Lagwagon es uno de los mejores en hacerlo. Es posible que hayan tomado una serie de pausas en lo que ahora es una carrera de casi treinta años, pero el fuego dentro de ellos para crear un punk rock bueno y honesto nunca ha muerto".
Tom Dumarey del sitio especializado Punk Rock Theory indicó en su reseña que "este es el Lagwagon con décadas de experiencia en su haber y con habilidades para escribir canciones afiladas hasta el punto en que podrías usarlas como una navaja".

## Créditos
- Joey Cape - Voz
- Chris Flippin - Guitarra
- Chris Rest - Guitarra
- Joe Raposo - Bajo
- Dave Raun - Batería